# Шуанлянь (станция метро)
«Шуанлянь» (англ. Shuanglian); кит. 雙連) — станция линии Даньшуй Тайбэйского метрополитена. Станция открыта 28 марта 1997 года. Расположена между станциями «Западная улица Миньцюань» и «Чжуншань». Находится на территории района Чжуншань в Тайбэе.

## Техническая характеристика
«Шуанлянь» — колонная двухпролётная станция. На станции есть два выхода, оборудованные эскалаторами. Один выход также оборудован лифтом для пожилых людей и инвалидов. 3 ноября 2015 года на станции были установлены автоматические платформенные ворота.